# Sender Günzburg (Birket)
Der Sender Günzburg (Birket) ist ein Füllsender für Hörfunk. Er befindet sich im Gewann Birket am Waldrand südöstlich und etwa drei Kilometer von der Günzburger Innenstadt entfernt. Es kommt ein freistehender Betonmast als Antennenträger zum Einsatz.
Von hier aus wurde die Stadt Günzburg und die nahe Umgebung mit den grenzüberschreitenden Rundfunkprogramm Donau 3 FM versorgt.
Bis zum 14. März 2003 wurde über diesen Sender das Lokalprogramm Hitradio X aus Günzburg abgestrahlt. Aufgrund der Insolvenz von Hitradio X, wurde der Programmauftrag danach durch die Bayerische Landeszentrale für neue Medien dann direkt an Donau 3 FM übertragen.

## Frequenzen und Programme

### Analoges Radio (UKW)
Beim Antennendiagramm sind im Falle gerichteter Strahlung die Hauptstrahlrichtungen in Grad angegeben. In UKW wurde folgendes Programm ausgestrahlt:
| Frequenz (MHz) | Logo | Sendername | RDS (PS) | RDS (PI) | Regionalisierung | ERP (kW) | Antenne | Pol |
| -------------- | ---- | ---------- | -------- | -------- | ---------------- | -------- | ------- | --- |
| 90,30          |      | Donau 3 FM | DONAU3FM | 1701     |                  | 0,1      | rund    | H   |

## Galerie

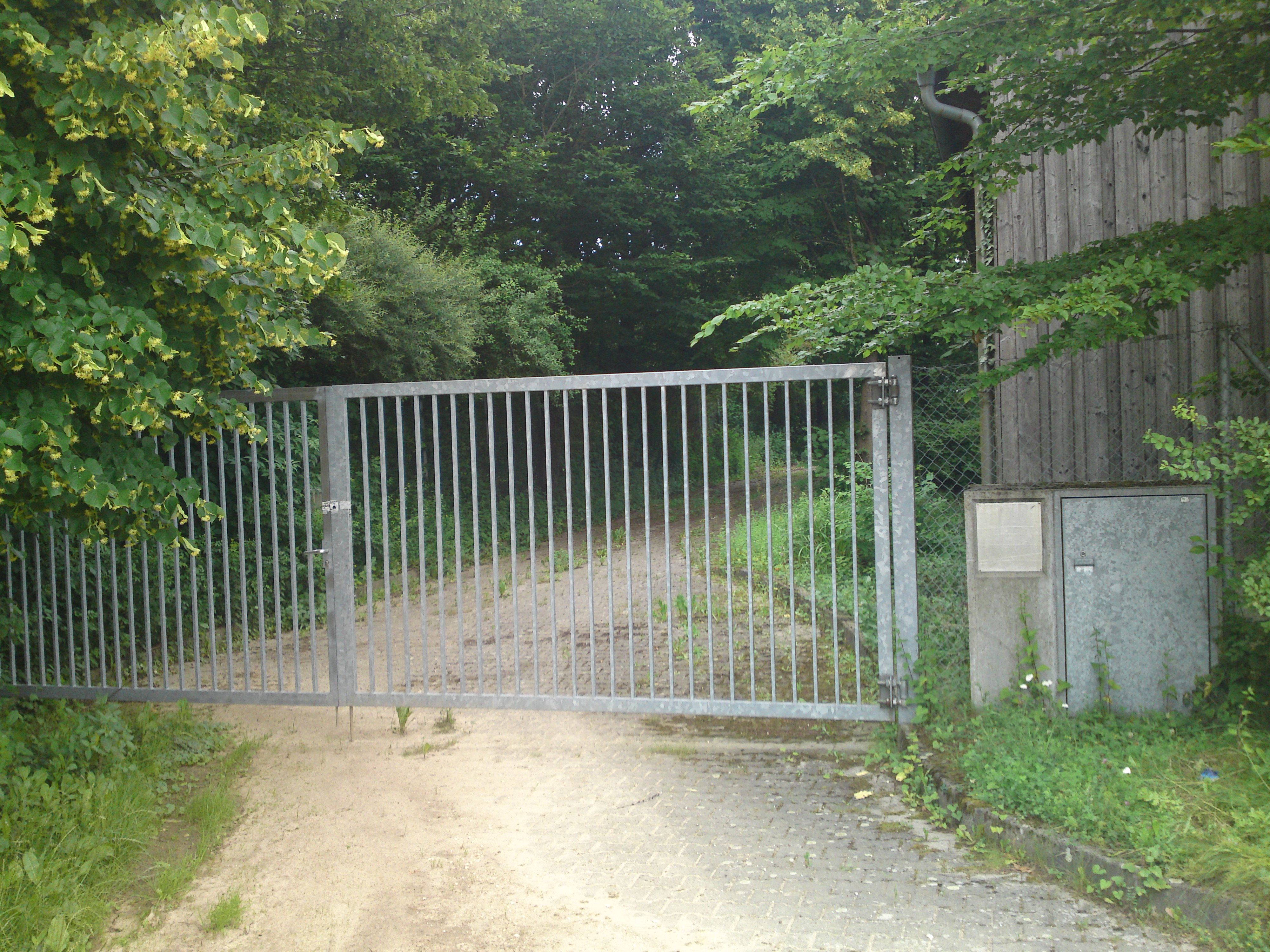
Eingang zum Sender Günzburg (Birket)
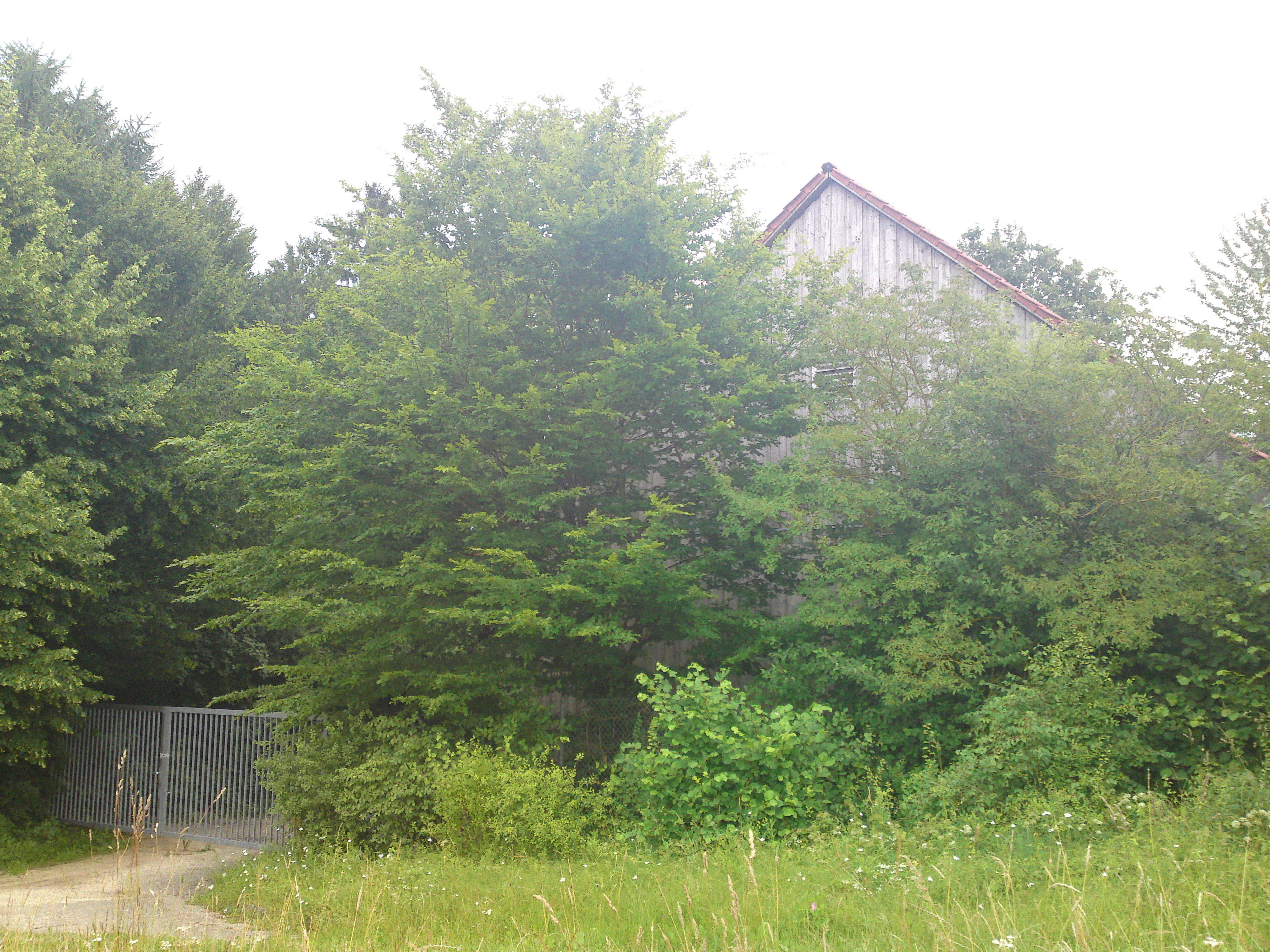
Das eingewachsene Senderhaus
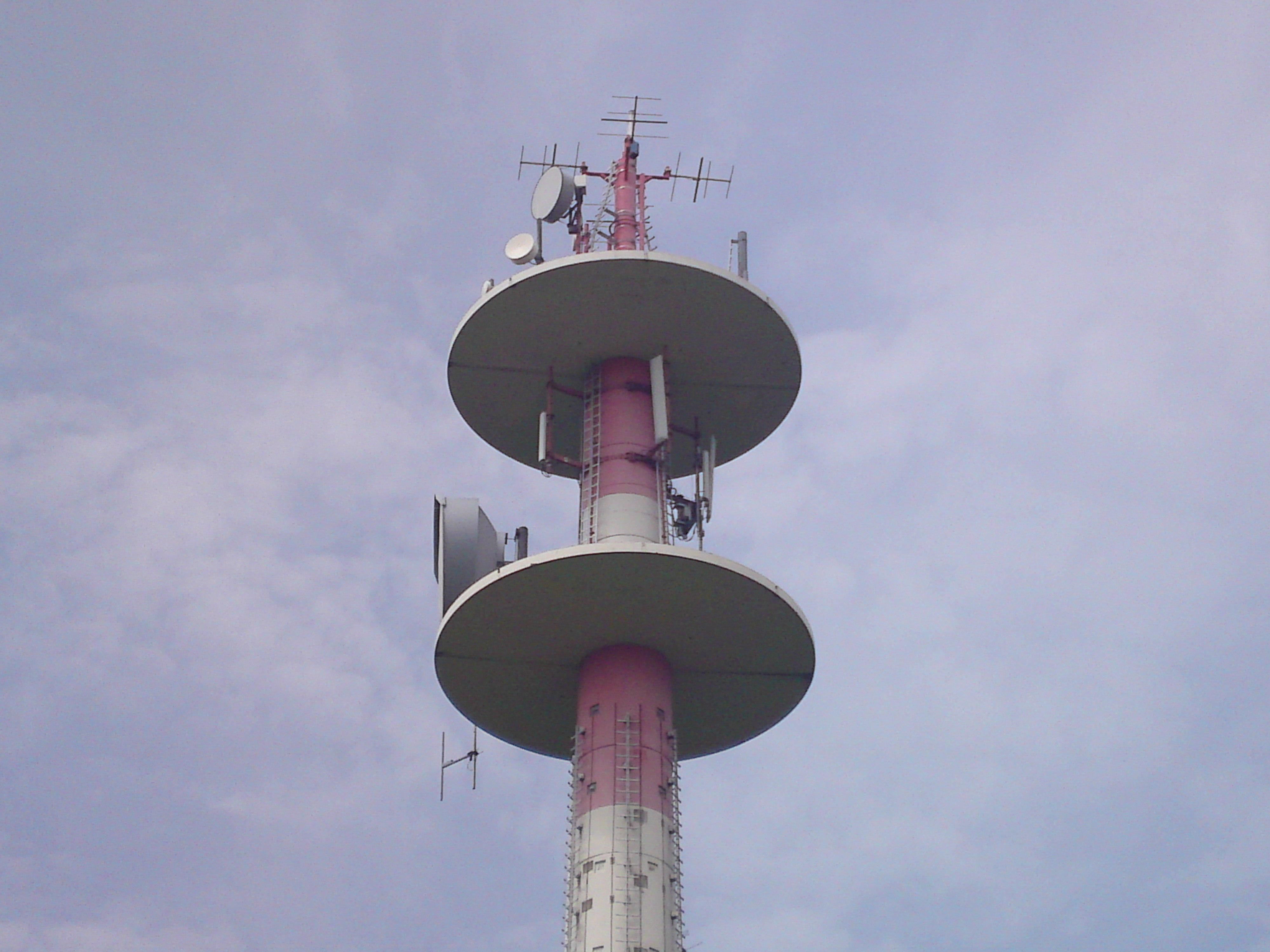
Detailaufnahme der Sendeantennen
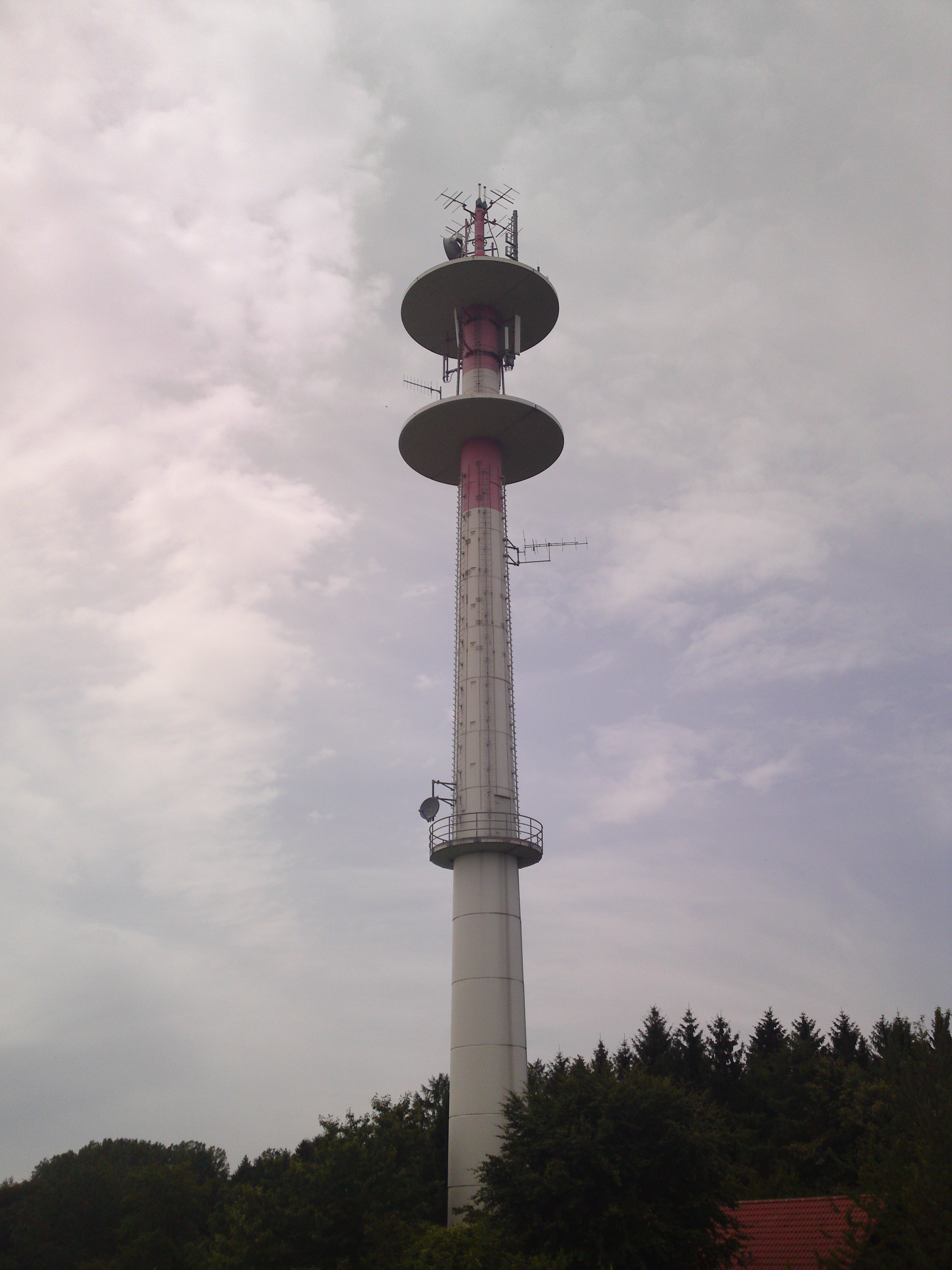
Gesamtansicht des Senders